# Active Agenda
Active Agenda — инструмент управления рисками с открытым исходным кодом.
Active Agenda предназначена для поддержки управления операционными рисками (orm) в организациях и оптимизирован для высокой надежности организаций. Она является браузерной многопользовательской программой. Active Agenda включает около ста модулей охватывающих разные области процесса управления рисками.
Active Agenda использует кодогенератор «spec2app». «spec2app» конвертирует инструкции в формате XML в интегрированные в Active Agenda модули использующие PHP and MySQL. Кодогенератор позволяет ускорить разработку расширений ядра приложения и упрощаент настройку, собровождение и поддержку.

Active Agenda был выпущен на Sourceforge в октябре 2006. В 2007, Active Agenda вошел «50 быстрорастущих приложений» по версии читателей журнала Fast Company.
В 2011, основатель Active Agenda, Dan Zahlis был назван «Risk Innovator» от журнала RISK & INSURANCE.